# Inspiration4
SpaceX Inspiration4 (стилизуется как Inspirati④n) — пилотируемая миссия космического корабля Crew Dragon.
Запуск корабля состоялся 16 сентября 2021 года. Полёт продлился три дня и завершился приводнением капсулы с экипажем 19 сентября 2021 года в 02:06 по московскому времени. Это первый в истории орбитальный космический полёт, все участники которого не являлись представителями государственных агентств. Также этот полёт установил несколько других рекордов: первая частная космическая миссия для SpaceX, самый молодой гражданин США в космосе, первый астронавт с протезом, первая темнокожая женщина-пилот космического корабля. Кроме того, с запуском миссии был побит рекорд по количеству людей, одновременно находящихся на околоземной орбите, — их стало 14.

## Экипаж
Командир корабля Джаред Айзекман, основатель компании Shift4 Payments, решил использовать полёт в космос, чтобы собрать пожертвования в размере $200 млн для детской исследовательской больницы Святого Иуды в Мемфисе (штат Теннесси). Джаред Айзекман полностью оплатил полёт. Одно из мест в составе экипажа разыгрывалось в лотерею среди сделавших пожертвования больнице. Другое место предоставлялось по итогам конкурса для предпринимателей, которым предлагалось создавать благотворительные онлайн-магазины в интересах больницы и осуществлять рекламу проекта в социальных сетях. Третье место выделялось сотруднику больницы.
Экипаж:
| Имя                 | Должность           | № полёта |
| ------------------- | ------------------- | -------- |
| Джаред Айзекман     | командир экипажа    | 1        |
| Шан Проктор         | пилот               | 1        |
| Хейли Арсено        | специалист полёта-1 | 1        |
| Кристофер Семброски | специалист полёта-2 | 1        |

## Информация о членах экипажа

### Джаред Айзекман
Джаред Айзекман — основатель и генеральный директор компании Shift4 Payments, занимающейся интегрированными решениями для обработки платежей. Он основал компанию в 1999 году в подвале своего семейного дома, когда ему было всего 16 лет.
Опытный пилот реактивного самолёта, Айзекман имеет несколько мировых рекордов, включая два скоростных кругосветных полёта в 2008 и 2009 годах, которые собрали деньги и осведомлённость для Фонда Make-a-Wish. Он участвовал в более чем 100 авиашоу в составе команды Black Diamond Jet, посвящая каждое выступление благотворительным целям. В 2011 году Айзекман стал одним из основателей крупнейшей в мире частной военно-воздушной компании Draken International, которая занималась подготовкой пилотов для Вооруженных сил Соединенных Штатов.

### Шан Проктор
Шан Проктор — предпринимательница, геолог, педагог, специалистка по связям с общественностью. В 2010 году участвовала в реалити-шоу «Колония» (The Colony) канала Discovery Channel, в котором группа добровольцев жила в пустынной изолированной среде. Как астронавт-имитатор участвовала в четырёх миссиях: две недели в Mars Desert Research Station (MDRS), две недели в LunAres Habitat в лаборатории в польском городе Пила. Также участвовала в четырёхмесячной миссии HI-SEAS с апреля по ноябрь 2013 года, по итогам которой написала книгу рецептов марсианской еды (Meals for Mars), принимала участие в двухнедельном эксперименте НАСА по симуляции марсианской пилотируемой миссии HI-SEAS в составе полностью женского экипажа «Сенсерия I» (Sensoria I) в январе 2020 года на Большом острове Гавайи.

### Кристофер Семброски
Кристофер Семброски является инженером аэрокосмической отрасли. Он ранее был военнослужащим ВВС США, участвовал в войне в Ираке. В лотерею на право совершить полёт выиграл его друг, но он не смог полететь, и отдал место Кристоферу.

### Хейли Арсено
Когда Хейли Арсено было 10 лет, у неё заболело колено. Её врач думал, что это просто растяжение связок, но несколько месяцев спустя анализы показали, что Хейли страдает остеосаркомой, разновидностью рака костей. Её семья обратилась в Детскую исследовательскую больницу Святого Иуды в Мемфисе в штате Теннесси за лечением и уходом, который включал химиотерапию и операцию по спасению конечностей. В 2014 году она получила степень бакалавра испанского языка, а в 2016 году — степень ассистента врача. Сейчас она работает в Детской исследовательской больнице Святого Иуды — том самом месте, которое спасло ей жизнь, — как ассистентка врача, занимающегося лечением лейкемии и лимфом.

## Особенности космического корабля
Стыковочный узел в носовой части корабля был заменён на большой стеклянный купол, через который экипаж смог наблюдать космическое пространство.

## Научные задачи
Во время полёта проведены медицинские исследования влияния космического полёта на организм людей, не прошедших специальный отбор и специальную подготовку.

## Галерея

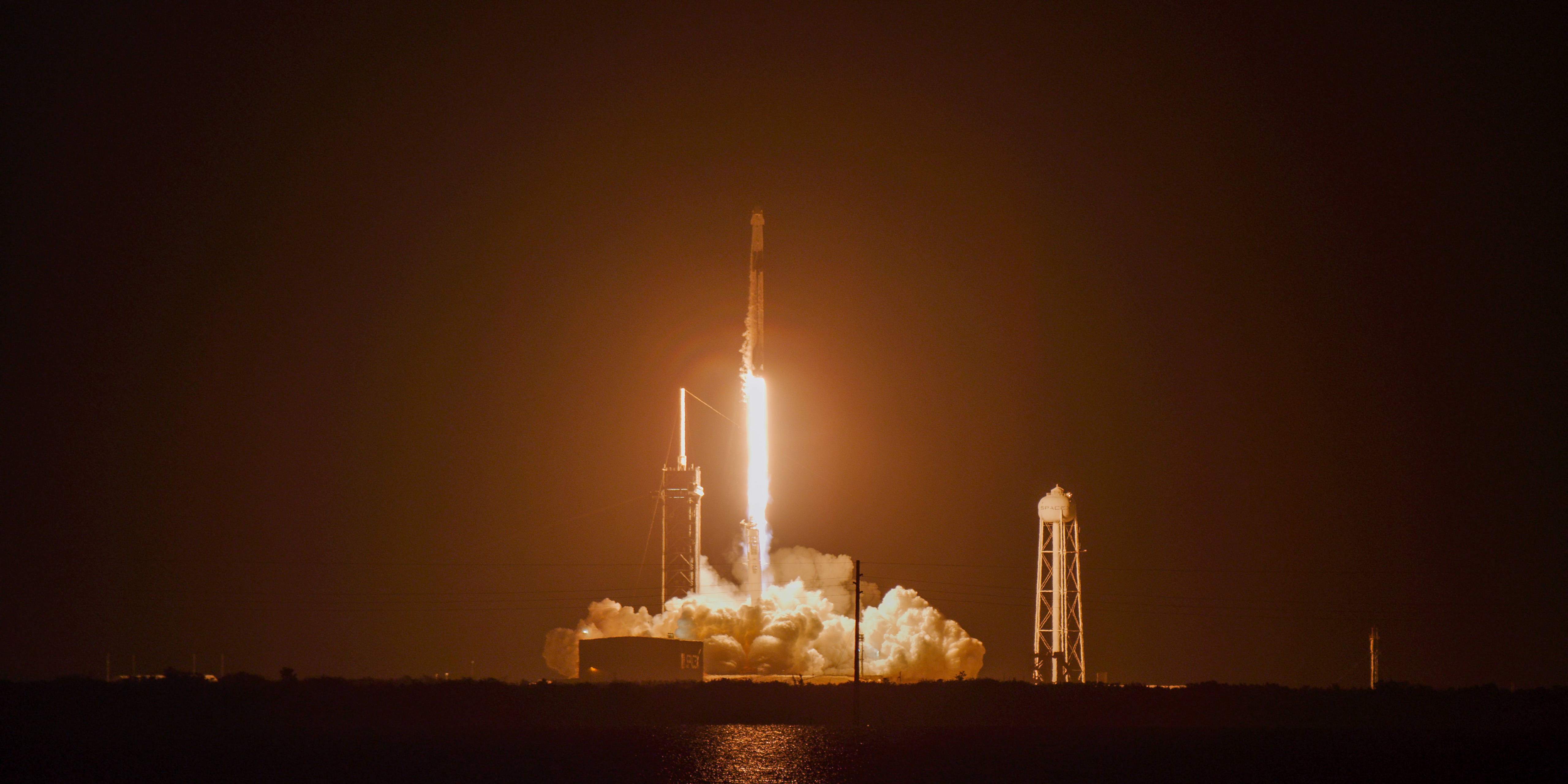
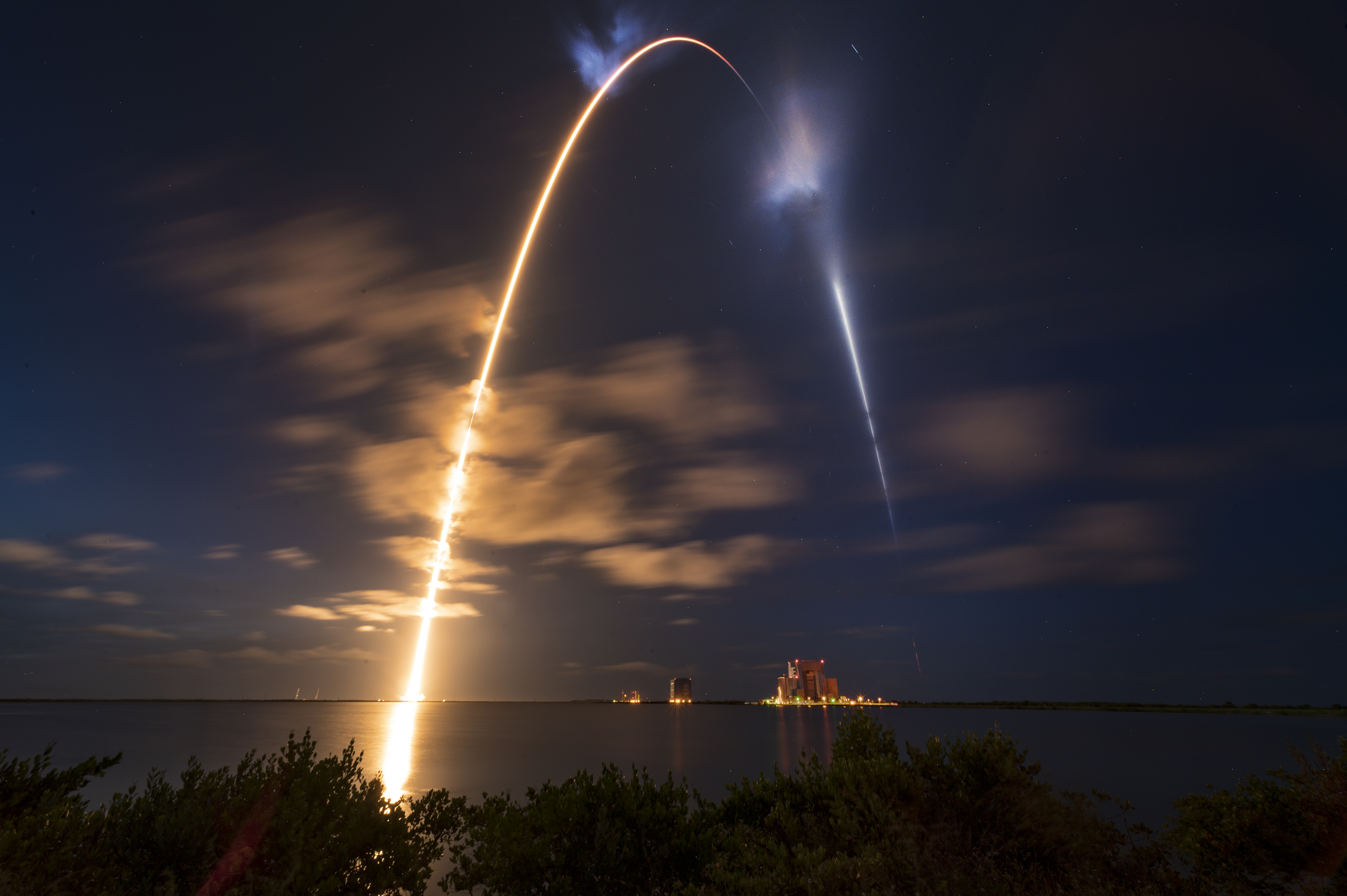